# Зелений Ліхтар: Волесвіт
«Зелений Ліхтар: Волесвіт» (англ. Green Lantern: Willworld) — оригінальний графічний роман, написаний Джон Марк ДеМаттейс, проілюстрований Сетом Фішером і виданий DC Comics у твердій обкладинці в липні 2001.

## Історія публікації
Проєкт виник після того, як художник Сет Фішер представив свої ідеї та зразки мистецтва редактору DC Comics Джої Кавальєрі. Вони вирішили використати унікальний художній стиль Фішера як відправну точку для історії про Гела Джордана. Фішер прагнув створити книгу, де міг би максимально реалізувати свою уяву, і вважав, що Зелений Ліхтар має для цього найбільший потенціал.
Сценарист Дж. М. ДеМаттейс описав історію як «Зелений Ліхтар зустрічає Маленького Немо у Квантовому Дивокраї. Грайлива, сюрреалістична казка про квантову фізику».
Книга була випущена у твердій обкладинці в липні 2001 року (ISBN 1563897822) та в м'якій обкладинці в грудні 2003 року (ISBN 1563899930).

## Сюжет
Історія розповідає про те, як молодий Гел Джордан опановує свою силову каблучку. Події відбуваються у світі, повністю сформованому уявою інших Зелених ліхтарів, що створює унікальне та сюрреалістичне середовище для розвитку персонажа.

## Персонажі
- Зелений Ліхтар / Гел Джордан
- Кіловоґ
- Салакк
- Томар-Ре

## Критика
Графічний роман Green Lantern: Willworld отримав схвальні відгуки від критиків і фанатів, які відзначають його унікальний візуальний стиль та експериментальний підхід до розповіді про Гела Джордана.
Журнал Locus Magazine дав позитивну оцінку книзі, зазначивши, що це «вражаючий матеріал, рекомендуємо».